# Hori Yasuo
 (mai 2021).
Si vous disposez d'ouvrages ou d'articles de référence ou si vous connaissez des sites web de qualité traitant du thème abordé ici, merci de compléter l'article en donnant les références utiles à sa vérifiabilité et en les liant à la section « Notes et références ».
Hori Yasuo, né le 17 décembre 1941 à Tokyo, est un espérantophone japonais, écrivain, membre d'honneur de l’Association mondiale d’espéranto.

## Biographie
Il nait à Tokyo et grandit dans la préfecture de Gunma. En 1965, il finit ses études à l'université de Kyoto et enseigne ensuite l'anglais dans de grandes écoles et universités. Il a également travaillé dans une maison d'édition à Tokyo.
En 1960, Hori Yasuo apprend seul l'espéranto. À partir de 1993, il est membre du bureau de l'Institut japonais d'espéranto et en est le directeur-adjoint à partir de 2005. Pendant 12 ans, il est responsable, en tant que rédacteur en chef, de La Revuo Orienta (eo) (La Revue orientale) et est le rédacteur de Esperanto en Azio (l'Espéranto en Asie), organe de la commission de l’Association mondiale d'espéranto pour le mouvement espéranto en Asie (KAEM).
Il a été président de cette commission KAEM de 2001 à 2006 et a participé à une vingtaine de congrès mondiaux d'espéranto, de Varsovie (1987) à Yokohama (2007) et plusieurs fois dans des congrès en Asie.
De 2007 à 2010, il a été membre du bureau de l'Association mondiale d'espéranto pour les actions nationales et régionales.
Il reçoit le prix Ossaka en 2004 pour son action dans KAEM et pour l'édition de Raportoj (Reportages). À partir de 1998, il écrit une série Raportoj el Japanio (Reportages du Japon) - il édite un volume tous les ans à propos de l'année précédente. En 2011, la série a atteint son 14e numéro.
En 2011, il se fait particulièrement connaitre en France pour sa série de reportages sur l'après-catastrophe de Fukushima. Dans les jours qui suivent le 11 mars 2011, il envoie régulièrement des nouvelles sur l'évolution de la situation et rend compte de ce qui se passe sur place (comptes-rendus mis en ligne sur le site de SAT, Association mondiale anationale).
C'est le thème également de ses tournées en France en septembre 2011 et 2012 : « Le Japon après la catastrophe de mars 2011 ».
À partir de 2013, ses témoignages en espéranto sur l'après-Fukushima sont traduits en français par Ginette Martin et Paul Signoret et édités sur le blog de Fukushima, et aussi en espéranto et en français sur le site de Espéranto-Indre.com dans la rubrique Nouvelles du Japon.

## Œuvres
Hori Yasuo a écrit : 
- Chantez notre Neuvième symphonie (en japonais),
- Grammaire anglaise Cougar (en japonais et en anglais),
- Reportages du Japon (14 volumes), paraissant depuis 1997,
- Invitation à l'espéranto (en japonais et en espéranto),
- 1 400 citations classées selon leurs caractéristiques grammaticales (en japonais et en anglais),
- Les Mois dans le monde (écrit par 11 espérantophones de différents pays),
- Vies à travers le monde (écrit par 11 espérantophones de différents pays).

Il est un collaborateur très régulier de la revue Monato et écrit également régulièrement pour Sennaciulo.